# 아이스 로드 (영화)
《아이스 로드》(The Ice Road)는 미국에서 제작된 조나단 헨슬레이 감독의 2021년 액션 스릴러 영화이다. 리암 니슨 등이 주연으로 출연하였다. 이 영화는 미국에서 넷플릭스에 의해 영국에서 아마존 프라임 비디오를 통해 2021년 6월 25일 디지털 개봉되었다.

## 출연

### 주연
- 리암 니슨
- 로렌스 피시번
- 홀트 맥칼라니
- 앰버 미드선더